# Henri de Mollans
Henri d'Amedor de Mollans, né le 14 octobre 1911 à Lunéville et mort le 1er août 2013 à Tours, est un militaire français.

## Biographie
Son père Charles d'Amedor de Mollans est mort lors de la Première guerre mondiale en juin 1915. Il entre dans la vie active en qualité d’inspecteur de la compagnie d'assurance Urbaine-Vie. Lors de la Seconde guerre mondiale, il est mobilisé comme sous-lieutenant de réserve en 1939 au 109e régiment d'infanterie à Reims.
Après l'armistice, il repred ses activités professionnelles dans la même compagnie d’assurance à Laval. Résistant (Libération-Nord), il est membre du Comité départemental de libération de la Mayenne clandestin. Pris deux fois par les Allemands, il s'évadera deux fois. Le 22 juillet 1944, ayant formé un groupe, mais sans armes, il rencontre Paul Janvier qui lui indique qu'il fera l'impossible pour lui fournir armes et munitions, qu'il recevra le 26 juillet.
Après la Libération de Laval, auquel il participe armes à la main, il redevient membre du Comité départemental de libération de la Mayenne (CDL) officiel. En décembre 1944, devant le Conseil national de la Résistance (CNR), il critique les exactions et l'indiscipline des Francs-tireurs partisans (FTP) et se fait alors traiter de faux frère par Maurice Kriegel-Valrimont.
Il en démissionne par la suite du CDL pour rejoindre l'armée. Il est médaillé de la Résistance en 1946. Admis dans l’armée d’active, il participe à la Guerre d'Indochine au Cambodge (1946-1949 et 1953-1955), puis à la Guerre d'Algérie, où il participe à la pacification. Il prend sa retraite militaire en 1965 en Touraine.
Il est le beau-frère de Valérie André, la première femme, en France, élevée au grade de général, qui lui remettra les insignes de Grand officier de la Légion d'Honneur en 2012.

## Ouvrages
- Combats pour la Loire, juin 40, Chambray-lès-Tours : C.L.D., 1985, 1 vol. (171 p.) : cartes, plans.
- Laval 1940-1945, étude ronéotypée, août 1995

## Décorations
- Grand officier de la Légion d'honneur
- Médaille de la Résistance française (14 juin 1946)[5]

## Sources
- Francis Robin, La Mayenne de 1940 à 1944, Occupation, Résistance, Libération, Laval, 1973.
- Paul Janvier, Souvenirs de résistance d'un groupe du nord de la Mayenne : Réseau Navarre, Laval, 1970, 40 p.
- Les pouvoirs à la Libération dans le département de la Mayenne. Archives départementales de la Mayenne, IHTP, mai 1989.